# WCW New Blood Rising
New Blood Rising foi um evento de wrestling profissional em formato pay-per-view produzido pela World Championship Wrestling. Aconteceu dia 13 de agosto de 2000, no Pacific Coliseum, em Vancouver.